# Émile Bodart
Pour les articles homonymes, voir Bodart.
Émile Bodart, né le 8 mai 1942 à Roux, est un coureur cycliste belge, professionnel de 1965 à 1974. Il prit le départ du Tour de France 1973.

## Palmarès
- 1965
  - 3eb étape du Circuit des Mines
- 1967
  - 2e du Grand Prix de Hannut
  - 3e du championnat de Belgique sur route
- 1968
  - Bordeaux-Paris
  - Grote Prijs Dr. Eugeen Roggeman
  - 2e du Circuit du Port de Dunkerque
  - 3e du Circuit de Flandre centrale
- 1969
  - 2e du Grand Prix de Péruwelz
- 1970
  - 2e du Grand Prix de Denain
- 1971
  - Renaix-Tournai-Renaix
- 1972
  - 2e du Grand Prix de Nice
- 1973
  - 3e du Circuit du Brabant occidental
- 1974
  - 3e du Grand Prix de Hannut

## Résultats sur les grands tours

### Tour de France
1 participation
- 1973 : abandon (9e étape)